# Сосницы (Ленинградская область)
Сосницы — деревня в Рабитицком сельском поселении Волосовского района Ленинградской области.

## История
Впервые упоминается в Писцовой книге Водской пятины 1500 года как деревня Сосницы в Покровском Озерецком погосте.
На карте Ингерманландии А. И. Бергенгейма, составленной по шведским материалам 1676 года, она обозначена как деревня Sosnitza.
На шведской «Генеральной карте провинции Ингерманландии» 1704 года — как Sossnitzabÿ.
Как деревня Сосница она обозначена на «Географическом чертеже Ижорской земли» Адриана Шонбека 1705 года.
Деревня Сосница упомянута на карте Ингерманландии А. Ростовцева 1727 года.
Мыза Сосницкая и деревня Сосницы упоминаются на карте Санкт-Петербургской губернии Я. Ф. Шмидта 1770 года.
На карте Санкт-Петербургской губернии Ф. Ф. Шуберта 1834 года обозначена деревня Сосницы, состоящая из 74 крестьянских дворов и при ней усадьба помещика Мартынова.

СОСНИЦЫ — деревня принадлежит Шереметьевой, подполковнице, число жителей по ревизии: 231 м. п., 252 ж. п. (1838 год)

На карте профессора С. С. Куторги 1852 года деревня обозначена как Сосница Мартынова и насчитывала 78 дворов.

СОСНИЦЫ — деревня госпожи Шереметьевой, по просёлочной дороге, число дворов — 78, число душ — 171 м. п. (1856 год)

СОСНИЦЫ — мыза владельческая при реке Леможи, по левую сторону просёлочной дороги от с. Рожествена к казённой Изварской лесной даче, число дворов — 1, число жителей: 1 м. п., 2 ж. п. 

СОСНИЦЫ — деревня владельческая при реке Леможи, там же, число дворов — 83, число жителей: 198 м. п., 195 ж. п. (1862 год)

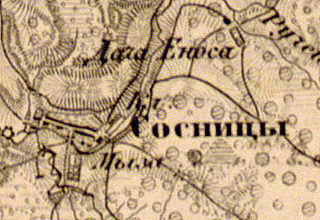
Деревня Сосницы на карте 1863 года

Согласно карте из «Исторического атласа Санкт-Петербургской Губернии» 1863 года при деревне Сосницы находились мыза и водяная мельница.
Согласно материалам по статистике народного хозяйства Царскосельского уезда 1888 года имение при селении Сосницы площадью 53 десятины принадлежало наследникам мещанина А. Л. Лупанова, оно было приобретено до 1868 года.
В конце XIX — начале XX века деревня административно относилась к Сосницкой волости 2-го стана Царскосельского уезда Санкт-Петербургской губернии.
По данным «Памятной книжки Санкт-Петербургской губернии» за 1905 год мыза Сосницы площадью 53 десятины принадлежала потомственному почётному гражданину Михаилу Алексеевичу Новосветову.
С 1917 по 1923 год деревня Сосницы входила в состав Сосницкого сельсовета Сосницкой волости Детскосельского уезда.
С 1923 года в составе Троцкого уезда.
Согласно данным переписи населения СССР 1926 года в деревне Сосницы Репольского сельсовета Сосницкой волости проживали 412 человек — большинство русские, а также эстонцы и финны.
С 1927 года в составе Волосовского района.
По данным 1933 года село Сосницы являлось административным центром Сосницкого сельсовета Волосовского района, в который входили 5 населённых пунктов: деревни Горное, Реполка, Селище, село Сосницы и хутор Горное, общей численностью населения 2049 человек.

Деревня Сосницы на карте 1934 года

Согласно топографической карте РККА 1934 года деревня насчитывала 87 дворов.
По данным 1936 года в состав Сосницкого сельсовета входили 4 населённых пункта, 351 хозяйство и 4 колхоза, административным центром сельсовета была деревня Сосницы.
Деревня была освобождена от немецко-фашистских оккупантов 28 января 1944 года.
С 1963 года в составе Кингисеппского района.
С 1965 года вновь в составе Волосовского района. В 1965 году население деревни Сосницы составляло 261 человек.
По данным 1966 года деревня Сосницы также находилась в составе Сосницкого сельсовета и являлась его административным центром.
По административным данным 1990 года деревня Сосницы входила в состав Изварского сельсовета.
В 1997 году в деревне Сосницы проживали 114 человек, в 2002 году — 127 человек (русские — 97 %), в 2007 году — 102.
В мае 2019 года Изварское сельское поселение вошло в состав в Рабитицкого сельского поселения.

## География
Деревня расположена в юго-восточной части района на автодороге 41К-013 (Жабино — Вересть).
Расстояние до административного центра поселения — 8 км.
Расстояние до районного центра — 25 км.
Расстояние до ближайшей железнодорожной станции Волосово — 20 км.
Через деревню протекает река Лемовжа.

## Демография
| 1862 | 2002 | 2007 | 2010 | 2017 |
| ---- | ---- | ---- | ---- | ---- |
| 396  | ↘127 | ↘102 | ↗112 | ↗118 |

### Национальный состав
Согласно данным Всероссийской переписи населения 2021 года в деревне проживали 120 человек, из них:
 русские — 116, другие национальности — 1 человек, остальные национальность не указали.

## Улицы
Зелёная, Мельничная, Солнечная, Соловьиная, Цветочная.